# Avenida Andrés Avelino Cáceres (Piura)
La avenida Andrés Avelino Cáceres, también conocida como avenida expanamericana, es una de las principales avenidas de la ciudad de Piura. Recorre de oeste a este, conectando al distrito de Piura con el distrito de Castilla.

## Recorrido
La avenida empieza en la intersección de las avenidas Sánchez Cerro y César Vallejo, en el distrito de Piura. En su trayecto, cruza las avenidas Los Algarrobos, Raúl Porras Barnechea, Vice, Sullana, Ramón Mugica, Mártires de Uchuraccay, San Ramón y Fortunato Chirichigno. Posteriormente, cruza el río Piura por el puente Andrés Avelino Cáceres. Eventualmente, en el distrito de Castilla cruza las avenidas Guillermo Irazola, Universitaria, Luis Montero, Las Casuarinas, Independencia, y finalizando en el cruce con la avenida Guardia Civil.